# Радько Валерій Іванович
Радько Валерій Іванович — народився 17 січня 1945 року. Доцент кафедри ортопедичної стоматології, завідувач Відділення удосконалення зубних техніків.

## Біографічні відомості
Народився в селі Великий хутір Золотонішського району Черкаської області. З 1963—1968 р. навчався в КМІ імені О.О Богомольця. Після закінчення інституту одержав розподіл в Донецьку обласну стоматологічну поліклініку. З 1968 по 1973 рік працював у ній лікарем-стоматологом ортопедичного відділення. А потім сім років завідував цим відділенням. З січня 1981 року — асистент кафедри ортопедичної стоматології Івано-Франківського медичного інституту. З 1982 року — виконувач обов'язків завідувача кафедри та заступник декана стоматологічного факультету. В 1989 році — захист кандидатської дисертації, а наступного року — здобуття звання доцента кафедри ортопедичної стоматології. 1994 рік — заступник декана факультету післядипломної освіти Івано-Франківської медичної академії; 1996 рік — головний лікар стоматологічної поліклініки цієї ж академії за сумісництвом; з 1998 року доцент кафедри ортопедичної стоматології Київського медичного інституту при Асоціації народної медицини; з лютого 2000 року — доцент кафедри ортопедичної стоматології Національної медичної академії післядипломної освіти. З 2003—2006 рік працював помічником-консультантом народного депутата України. Брав активну участь у створенні Інституту стоматології. Він був заступником директора з лікувальної роботи, а з 2005 року — Завідувач Відділенням удосконалення зубних техніків. Читає лекції, проводить семінари, індивідуальні навчальні заняття з курсантами. Розробляє навчальні програми для ВУЗТ та кафедри ортопедичної стоматології, де він є завучем. Готує методичні розробки для практичних занять та лекцій.
З 1963 року по 1968 рік — студент КМІ імені О. О. Богомольця стоматологічного факультету. Йому поталанило вчитися при професорах Ю. С. Бернадському, С. Й. Криштабу, Данилевському.

## Захист дисертаційних робіт
Дисертаційна робота: «Удосконалена технологія виготовлення незнімних суцільнолитих безпосередніх мостоподібних протезів», (1989 рік), під керівництвом професора Е. Я. Вареса.
Актуальність проблем, над якими працює В. І. Радько, визначається необхідністю удосконалення методів виготовлення найрізноманітніших зубних протезів, необхідністю одержувати якомога якісніші їх конструкції, добирати більш оптимальні і сучасні матеріали та методи формування та впровадження прогресивних технологій у сучасній стоматології на основі як нових, так і загальноприйнятих, вже розроблених методів дослідження, враховуючи весь комплекс їх характеристик, як то: фізико-механічних, хімічних, біофізичних, морфологічних, біохімічних і т. д.

## Перелік ключових публікацій
Він автор і співавтор близько 96 друкованих робіт, трьох монографій, 14 раціоналізаторських пропозицій, 3-х авторських свідоцтв на винахід та двох деклараційних патентів на корисну модель, співавтор трьох навчальних посібників з тестових завдань з ортопедичної стоматології.

## Відзнаки
В 1986 році нагороджений медаллю «Ветеран труда»; у 2004 — присвоєно почесне звання «Заслужений лікар України»; був нагороджений трьома почесними грамотами Міністерства охорони здоров'я України; двома подяками ректора; почесною грамотою Київського міського голови, почесною грамотою та відзнакою АСУ; а у 2015 році — «Відзнакою НМАПО імені П. Л. Шупика».